# Йосипа Римаць
Йосипа Римаць (хорв. Josipa Rimac; при народженні — Йосипа Чуліна (хорв. Josipa Čulina); нар. 25 лютого 1980, Лукар, Хорватія) — хорватська політична діячка, яка тричі обіймала посаду мера Книна у проміжку з 2005 по 2015 рік. Член головної правоцентристської партії Хорватський демократичний союз (ХДС). Уперше обрана міським головою у червні 2005 р. у віці 25 років, ставши таким чином наймолодшим мером у державі. На виборах у парламент Хорватії 2015 р. була головою виборчого штабу ХДС.

## Життєпис
Народилася у Лукарі, що в громаді Промина, і перші чотири класи школи навчалася в Книні, який покинула 1990 року, коли спалахнула війна Хорватії за незалежність. До вересня 1991 р. продовжувала освіту в Оклаї. Потім ходила до школи в Рієці і Спліті, а до Книна повернулася тільки в жовтні 1995 р., коли припинилися бойові дії. Навчалася у вищій школі економіки за фахом «спеціаліст туристичного менеджменту». Там же вивчила і англійську мову. Також присвятила багато часу волонтерській діяльності у місцевому Червоному Хресті Книна, а 2000 року була призначена директоркою Червоного Хреста міста Книн — наймолодшим директором країни. 2005 р. отримала посаду директорки Червоного Хреста Шибеницько-Книнської жупанії. Усе це було волонтерською роботою.
Політикою займалася ще зі школи. Свого часу вступивши в ХДС, нині входить до складу Шибеницько-Книнського окружного комітету цієї партії.
10 червня 2005 р. обрана міською головою Книна. У вересні 2015 р. подала у відставку з посади мера, щоб мати змогу «взяти участь у виборчій кампанії ХДС на парламентських виборах 2015».
25 вересня 2015 р. парламент Хорватії одноголосно і без обговорень зняв з неї депутатську недоторканність, тим самим дозволивши Прокуратурі Хорватії продовжити розслідування проти неї за підозрою у незаконному придбанні квартири та заподіянні шкоди державному бюджету на понад 500 000 кун за час її перебування на посаді міської голови.
У березні 2018 р. призначена головою робочої групи з розроблення проєкту нового закону про запобігання конфлікту інтересів.
Одрежена, виховує дочку Катю 2002 р. н.